# 120215 Kevinberry
120215 Kevinberry è un asteroide della fascia principale. Scoperto nel 2004, presenta un'orbita caratterizzata da un semiasse maggiore pari a 2,3331671 UA e da un'eccentricità di 0,1925387, inclinata di 6,11965° rispetto all'eclittica.